# Маттенклотт, Франц
Франц Маттенклотт (нем. Franz Mattenklott ; 19 ноября 1884 — 28 июня 1954) — немецкий военачальник, генерал пехоты вермахта. Участник Первой и Второй мировых войн. Кавалер Рыцарского креста Железного креста.

## Биография
Сын директора сахарной фабрики Дитриха Маттенклотта, отставного капитана прусской армии, и его супруги Эльфриды, урождённой Дуттенгофер. После успешной сдачи письменного экзамена Маттенклотт поступил на службу в прусскую армию в качестве кандидата в офицеры 28 декабря 1903 года. Участник Первой мировой войны. После демобилизации армии оставлен в рейхсвере. С 1 октября 1934 года — командир пехотного полка «Штрагард», с 15 октября 1935 года — 25-го пехотного полка. С 1 июля 1938 года — начальник пограничной комендатуры в Трире.
С 1 сентября 1939 года — командир 8-го пограничного командования в Трире. С 19 сентября 1939 года по 25 июля 1940 года и с 4 сентября 1940 года по 6 ноября 1941 года — командир 72-й пехотной дивизии. Участник Французской кампании. С 25 июля по 4 сентября 1940 года — комендант Меца. Участвовал с дивизией в кампании 11-й армии в Крыму, за штурм Перекопа и Ишуньских позиций был награждён Рыцарским крестом Железного креста. 6 ноября 1941 года отправлен в резерв фюрера. В связи со снятием с поста командира генерал-лейтенанта Х. фон Шпонека и отдачей его под суд с 1 января 1942 по 22 июня 1943 и с 5 января по 14 июня 1944 года — командующий 42-м армейским корпусом (в июне-августе 1942 года — группа «Маттенклотт»). Участвовал в операциях «Охота на дроф», «Лов осетра». После взятия Севастополя с 29 августа 1942 по 27 апреля 1943 года командующий немецко-румынскими войсками в Крыму (Befehlshaber Krim).
Маттенклотт командовал корпусом во время Курской битвы в июле 1943 года, но его подразделение сыграло лишь незначительную роль в этом последнем крупном наступлении вермахта против Красной Армии. В январе 1944 года Маттенклотт временно передал командование корпусом командиру 112-й пехотной дивизии. В марте 1944 года 42-й корпус был разбит советскими войсками возле Черкасс, а его остатки были направлены на пополнение 88-й пехотной дивизии. С 16 июня 1944 года Маттенклотт командующий 6-м военным округом и заместитель командующего 6-м армейским корпусом. 21 апреля 1945 года был взят в плен союзниками. 19 мая 1947 года выступал свидетелем защиты в процессе над своим бывшим начальником Гансом фон Зальмутом. Во время своего плена Маттенклотт написал несколько исторических рукописей для армии США, в том числе отчет о Курской битве. 4 июля 1947 года отпущен из плена.
В послевоенные годы сам Маттенклотт успешно избежал судебного преследования и осуждения за военные преступления. Последние годы жизни он провел в Браунлаге, оздоровительном курорте в горах Гарц в Нижней Саксонии. Он умер там 28 июня 1954 года в возрасте 69 лет.

## Звания
- Фанен-юнкер (28 декабря 1903 года)
- Фенрих (18 августа 1904)
- Лейтенант (18 мая 1905 г.; патент от 22 апреля)
- Оберлейтенант (22 апреля 1914)
- Гауптман (18 июня 1915)
- Майор (1 февраля 1928)
- Оберстлейтенант (1 октября 1932)
- Оберст (1 октября 1934)
- Генерал-майор (15 марта 1938)
- Генерал-лейтенант (1 февраля 1940)
- Генерал пехоты (1 января 1942)

## Награды
- Железный крест 2-го и 1-го класса
- Княжеский орден дома Гогенцоллернов, почетный крест 3-го класса с мечами
- Крест «За военные заслуги» (Брауншвейг) 2-го (с боевым отличием) и 1-го класса
- Орден Фридриха (Вюртемберг), рыцарский крест 1-го класса
- Силезский Орел 2-й и 1-й степени
- Почетный крест ветерана войны с мечами
- Медаль «За выслугу лет в Вермахте» 4-го, 3-го, 2-го и 1-го класса (25 лет)
- Застежка к Железному кресту 2-го и 1-го класса
- Орден Михая Храброго 3-го класса (Румыния ; 19 сентября 1941)
- Рыцарский крест Железного креста (23 ноября 1941)
- Медаль «За зимнюю кампанию на Востоке 1941/42»
- Крымский щит
- Немецкий крест в золоте (29 сентября 1942)
- Орден Короны Румынии, большой крест с мечами
- Отмечен в Вермахтберихте (6 апреля 1944)